# Погроми євреїв під час чуми

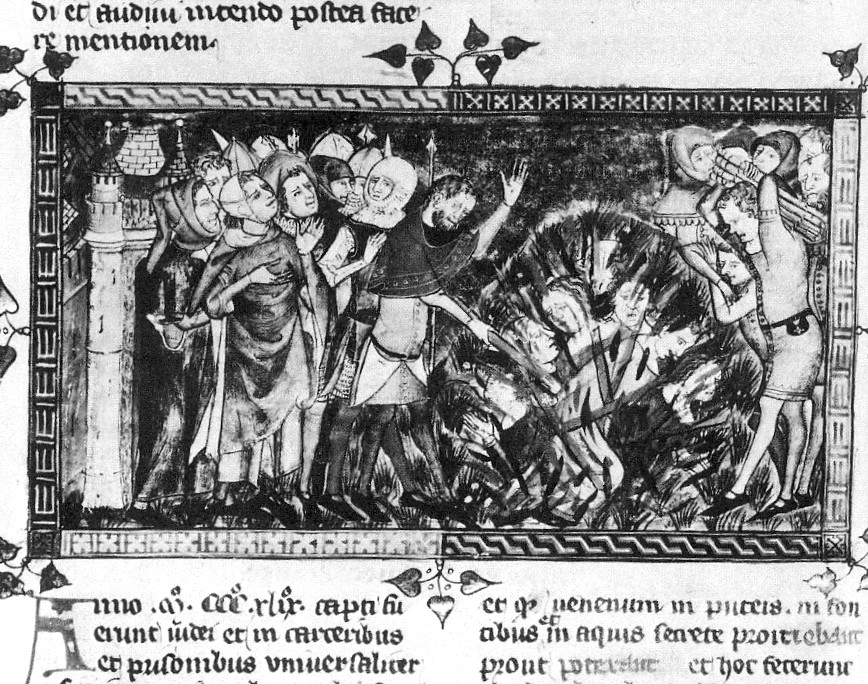
Єврейський погром 1349 р. Зображення із фламандської хроніки Antiquitates Flandriae

Погроми євреїв під час чуми — масові насильні акції проти євреїв, що відбувалися під час масштабної епідемії чуми 1348—1351 років у Європі, що отримала назву «Чорна смерть». Причиною цих погромів стало обвинувачення євреїв у поширенні чуми.

## Передумови
Стосунки між християнами та євреями у Середньовічній Європі були напруженими та відзначались антисемітизмом. Європейці звинувачували євреїв у багатьох злочинах, як, наприклад, здійснення ритуальних убивств. У 1349 році до таких обвинувачень додалося нібито поширення чуми. Підозри щодо причетності євреїв у цьому також обґрунтовувалися тим, що євреї нібито менше страждали від чумного захворювання.
Ще до початку пандемії чуми 1348—1351 років європейці звинувачували єврейський народ у нібито отруєнні криниць та поширенні прокази.

## Погроми 1348—1351 рр
Особливо поширеними погроми були у Середньовічній Німеччині. Міщани та ремісники час від часу влаштовували переслідування, після чого спалювали євреїв на вогнищі.
Перший погром відбувся у квітні 1348 року в Тулоні, коли було вбито 40 євреїв. Згодом євреїв вигнали із Цюриха. 9 січня 1349 року відбувся один з найбільших єврейських погромів під час чуми — погром у Базелі. Тоді було вбито понад 600 осіб. 14 лютого того ж року в Страсбурзі, згідно з хронікою Якоба Твінгера фон Кенігсхофена, було спалено понад 900 євреїв. Такі самі сцени відбувались і в Штутґарті, Ульмі, Шпаєрі та Дрездені. Найбільш масштабним був погром у Майнці, де було спалено живцем понад 12000 євреїв.
Головними учасниками погромів під час чорної смерті стали міщани та ремісники. Католицьке духовенство не брало участі у погромах. Місцеві правителі вважали за краще не втручатися у справу. Папа Климент VI заборонив убивати євреїв без рішення суду, адже в містах, де не було єврейських громад, теж були хворі на чуму. Однак наказ папи вплинув тільки на жителів Авіньйона. У Австрії герцог Альбрехт ІІ зміг попередити погроми. Король Арагону Педро IV також захистив євреїв від убивств та спалення.

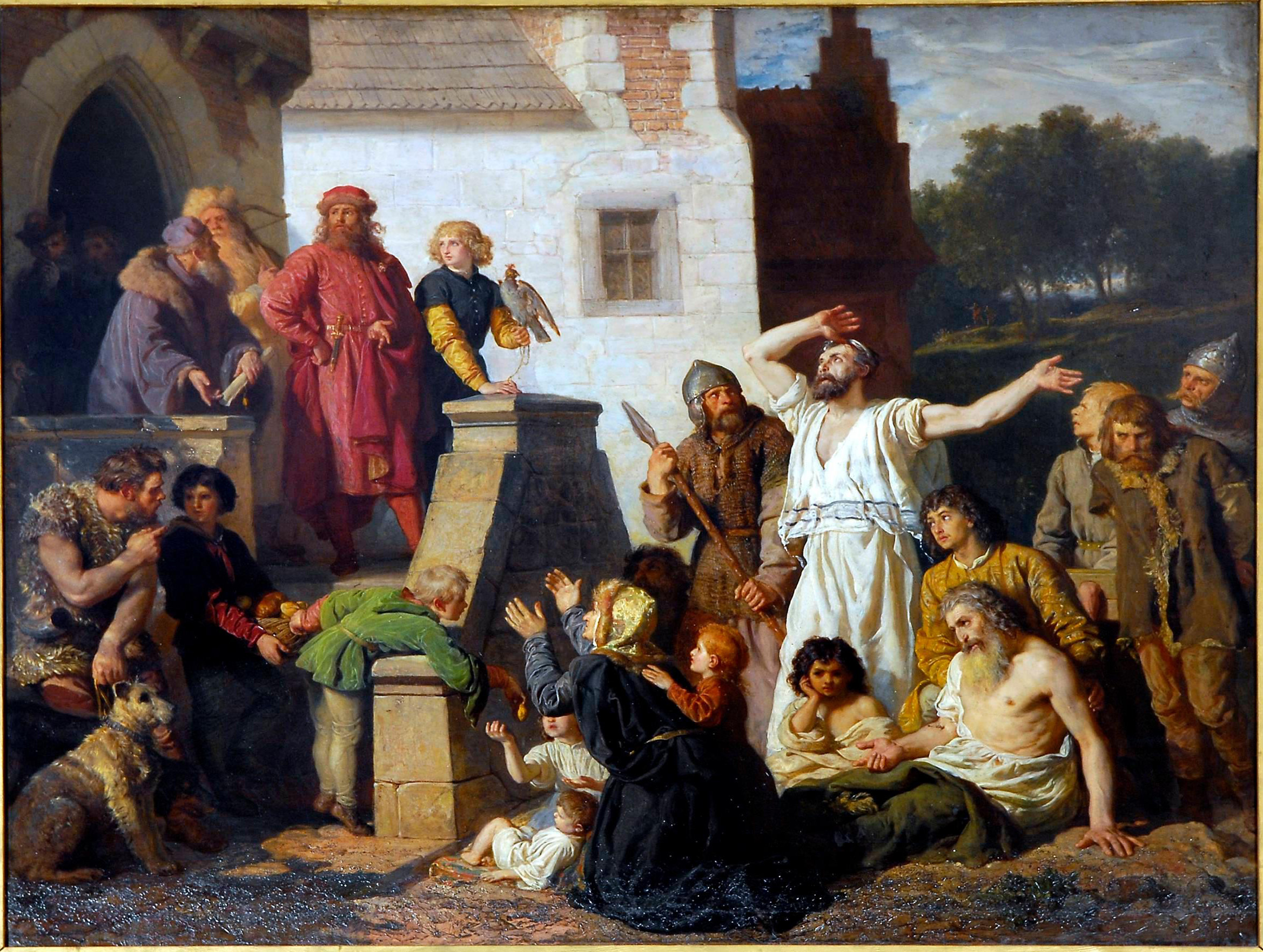
Казимир Великий і євреї

Внаслідок винищення єврейських громад у Німеччині більшість тамтешніх євреїв втекли до Польщі, де правив Казимир ІІІ Великий.
У містах Священної Римської імперії майно вбитих та вигнаних євреїв згодом ставало власністю міста. За деякий час у цих містах єврейські громади були відновлені.